# آشور أوباليط الأول
آشور أوباليط الأول هو ملك آشور من القرن 14 ق م، حسب قائمة ملوك آشور ذكرت أنه حكم لمدة 35 سنة، من سنة 1365 إلى سنة 1330 ق م. في عصره بدأ ضعف آشور بسبب زيادة نفوذ الميتانيين في المنطقة في عصر ملكهم شوتارنا الثاني، حيث ألحقوا آشور تحت نفوذهم وفي المقابل ظهرت قوة أخرى من بابل من قبل الكاشيين ألذين حولوا عاصمتهم نحو الشمال إلى مدينة دور كوريغالزو (التي تقع قرب مدينة بغداد اليوم) وذلك في عصر ملكهم كوريغالزو الثاني، ذكر أيضاً في رسائل تل العمارنة حيث كان يتمتع بعلاقة قوية مع ملوك مصر القديمة، تولى الحكم بعده إنليل نيراري.